# My Best Friend's Birthday
My Best Friend's Birthday è il primo film, incompleto e mai uscito nelle sale, di Quentin Tarantino, diretto quando era ancora uno studente e lavorava al Manhattan Beach Video Archives, un videonoleggio di Los Angeles.

## Trama
Mickey Burnett perde il lavoro e la ragazza il giorno prima del suo trentesimo compleanno. Clarence, il suo migliore amico, cerca di organizzargli un party e di portargli una squillo in affitto, Mysty, per tirargli su il morale.
Da questi presupposti nasce una serie di errori ed incomprensioni a catena, provocate anche dallo scontro con il protettore di Mysty, Clifford. I due amici litigano violentemente a loro volta e Mickey finisce con la faccia nella sua torta di compleanno. Per far pace, Clarence gli offre uno spinello che Mickey decide di fumare all'aperto, appoggiandosi su di una macchina ferma, che all'improvviso accende le luci: è quella della Polizia.

## Produzione
La pellicola è in bianco e nero, ed è stata scritta insieme a Craig Hamann, protagonista insieme a Tarantino stesso e suo collega di lavoro. Solo circa 34 minuti dei 69 originali programmati sono sopravvissuti oggi. L'idea del film, autobiografica, venne tre anni prima, nel 1984, a Hamann, che la raccontò a Tarantino, che la trasformò subito in una sceneggiatura.
Le riprese vennero realizzate su pellicola 16 mm usando come location vecchi bar abbandonati e la casa di sua madre. Vennero "spalmate" per tre anni per diversi problemi e contrattempi occorsi durante la lavorazione, che venne sospesa definitivamente quando il laboratorio di sviluppo rovinò parte della pellicola girata.
Il cast e la troupe erano praticamente tutti i dipendenti dei Video Archivies, che finanziarono il progetto con 6000 $ detratti dai loro stipendi (7 $ all'ora all'epoca). Molti dei personaggi e delle situazioni sono state trasposte da Tarantino nelle sue sceneggiature successive.

## Collegamenti ad altre pellicole
- Il personaggio (autobiografico) di Clarence, alcune situazioni e pure parte dei dialoghi verranno riutilizzati da Tarantino nella sceneggiatura di Una vita al massimo, diretto da Tony Scott nel 1993.
- Molti degli attori/colleghi di Tarantino qui presenti torneranno come comparse nei suoi film successivi.
- La stazione radiofonica si chiama K-Billy, come il DJ de Le iene.
- Clarence, parlando con la ragazza al telefono, dice di chiamarsi come l'attore Aldo Ray; inoltre, il nome del protagonista di Bastardi senza gloria è Aldo Raine.